# Club Diógenes

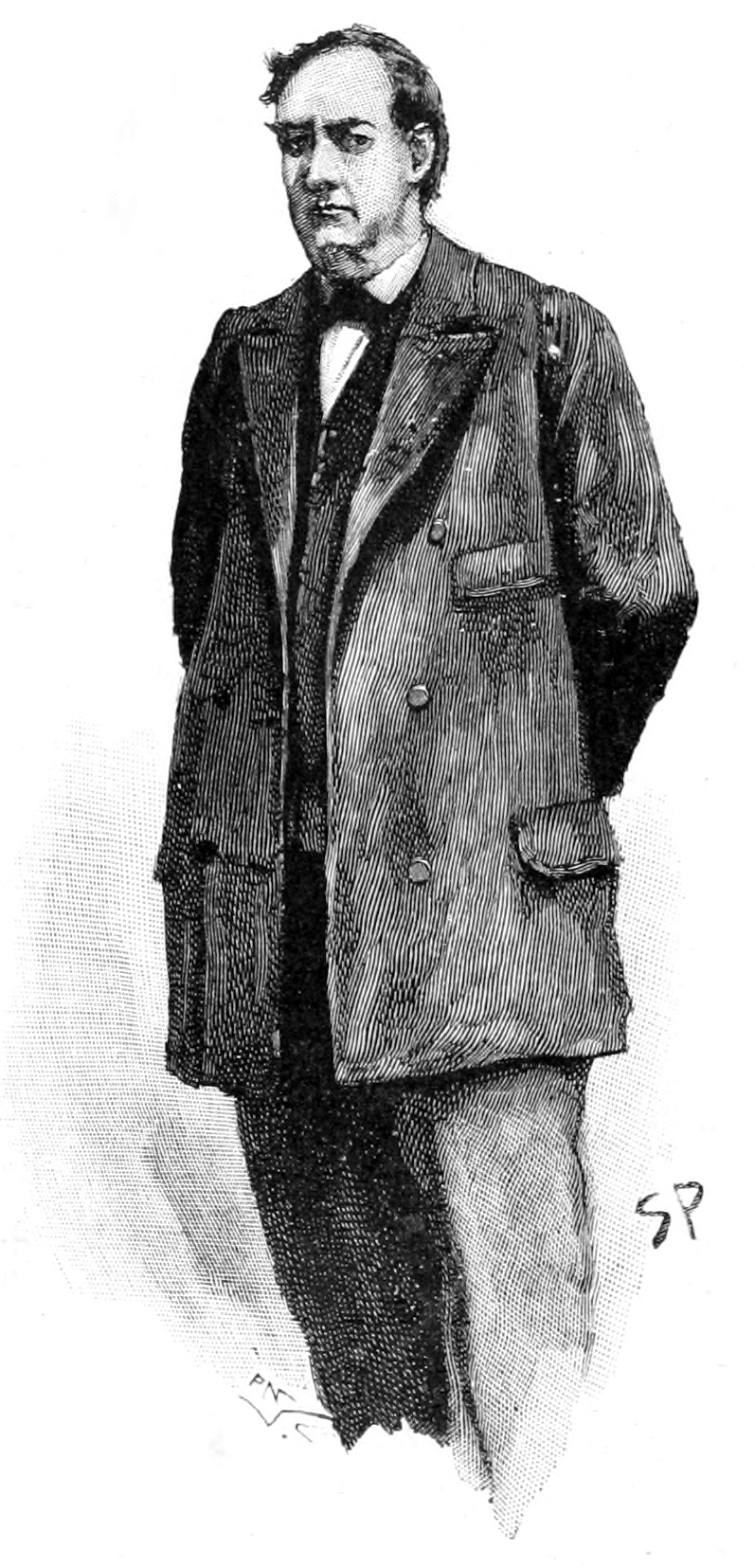
Mycroft Holmes, fundador del Club Diógenes.

El Club Diógenes es un club de caballeros ficticio creado por Arthur Conan Doyle en sus relatos sobre Sherlock Holmes, especialmente en La aventura del intérprete griego (1893). Su nombre proviene del filósofo griego Diógenes el cínico, aunque este hecho no es nombrado en las novelas originales. Fue cofundado por el hermano mayor y más inteligente de Sherlock Holmes, Mycroft.
Es descrito como un lugar donde los socios, todos hombres, pueden leer la prensa sin distracciones, pues la principal regla es el silencio, hasta el punto de que un miembro del club puede ser expulsado por saludar a otro.
El club es definido por el propio Sherlock Holmes en los siguientes términos:

"Ya sabe que hay en Londres muchos hombres que, unos por timidez y otros por misantropía, no desean la compañía del prójimo, y no obstante se sienten atraídos por unas butacas confortables y por los periódicos del día. Precisamente para conveniencia de éstos se creó el Club Diógenes, que ahora da albergue a los hombres más insociables y menos amantes de clubs de toda la ciudad. A ningún miembro se le permite dar la menor señal de percepción de la presencia de cualquier otro. Excepto en el Salón de Forasteros, no se permite hablar en ninguna circunstancia, y tres faltas en este sentido, si llegan a oídos del comité, exponen al hablador a la pena de expulsión. Mi hermano fue uno de los fundadores, y yo mismo he encontrado allí una atmósfera muy relajante". Arthur Conan Doyle, La aventura del intérprete griego, 1893.

## Relación con el servicio secreto británico

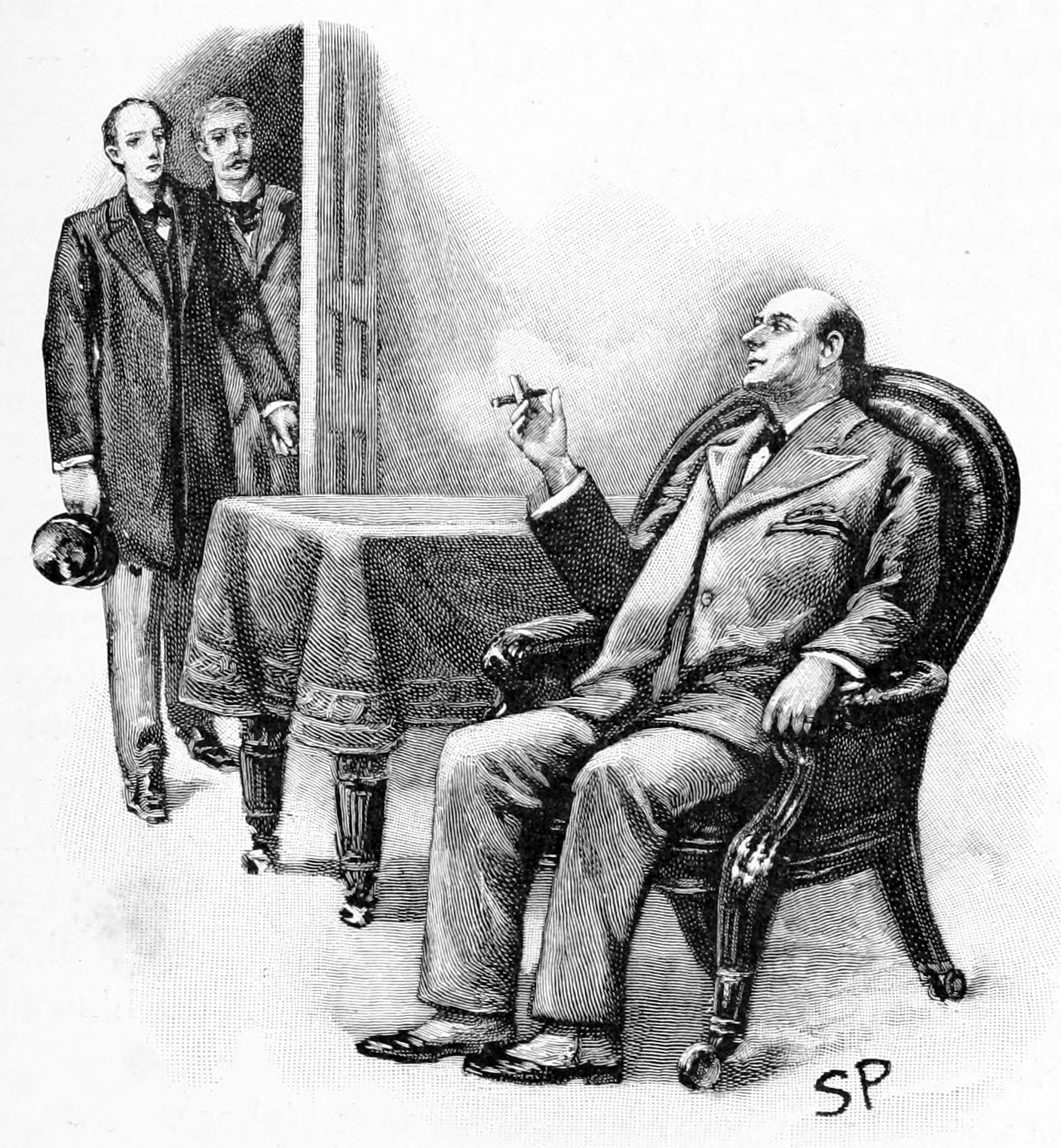
El club de Diógenes.

Aunque no hay ningún dato en el canon original de Sherlock Holmes acerca de que el Club Diógenes sea otra cosa que lo que parece, varios novelistas posteriores han desarrollado la idea de que el club fue fundado como una parte del servicio secreto británico. Esta suposición común se basa en la descripción que hace Sherlock del trabajo de su hermano Mycroft Holmes en Los planos del Bruce-Partington:

"Es preciso ser discreto cuando uno habla de los altos asuntos del Estado. Acierta usted con lo que está bajo el Gobierno británico. También acertaría en cierto sentido si dijese que, de cuando en cuando, el Gobierno británico es él. (...) Ocupa una posición única, que él mismo se ha creado. Hasta entonces no había nada que se le pareciese si volviera a haberlo. Mi hermano tiene el cerebro más despejado y más ordenado, con mayor capacidad para almacenar datos, que ningún otro ser viviente. Las mismas facultades que yo he dedicado al descubrimiento del crimen, él las ha empleado en esa otra actividad especial. Todos los departamentos ministeriales le entregan a él conclusiones, y él es la oficina central de intercambio, la cámara de compensación que hace el balance. Todos los demás hombres son especialistas en algo, pero la especialidad de mi hermano es saber de todo. Supongamos que un ministro necesita datos referentes a un problema que afectaba a la Marina, a la India, al Canadá y a la cuestión del bimetalismo; él podría conseguir los informes por separado de cada uno de los departamentos y sobre cada problema, pero únicamente Mycroft es capaz de enfocarlos todos, y de enviarle inmediatamente un informe sobre cómo cada uno de esos factores repercutiría en los demás. Empezaron sirviéndose de él como de un atajo, de una comodidad; ahora ha llegado a convertirse en cosa fundamental. Todo está sistemáticamente archivado en aquel gran cerebro suyo, y todo puede encontrarse y servirse en el acto. Una vez y otra han sido sus palabras las que han decidido la política nacional. Eso constituye para él su vida". Arthur Conan Doyle, Los planos del Bruce-Partington, 1908.

Dado que Mycroft es tanto uno de los fundadores del club como un hombre indolente que se mueve exclusivamente entre sus habitaciones, su oficina y el Club, esta conclusión puede parecer lógica.
La idea fue popularizada por la película The Private Life of Sherlock Holmes, dirigida por Billy Wilder y aparece frecuentemente en pastiches de las obras de Conan Doyle, como las series The Man from the Diogenes Club y Anno Dracula de Kim Newman y en la novela gráfica The League of Extraordinary Gentlemen, de Alan Moore. Igualmente ocupa un lugar especial en el videojuego El caso de la rosa tatuada.

## Controversia
Algunos estudiosos del personaje Sherlock Holmes afirman que era solo un paradigma de los clubes de intelectuales del periodo victoriano.

## Actualmente
El Club Diógenes es actualmente el nombre de una organización sherlockiana de Estados Unidos.
Es también una colección literaria de la editorial Valdemar.
Actualmente es también una Asociación Lúdica Cultural de Tarragona, que promueve los juegos de Rol y los juegos de mesa con trayectoria de 10 años.